# Stefanía Fernández

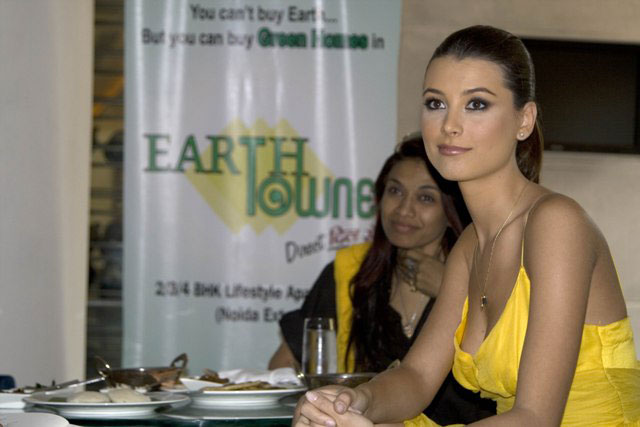
Stefanía Fernández (2009)

Stefanía Fernández (* 4. September 1990 in Mérida) ist ein venezolanisches Model.
Fernández wurde am 10. September 2008 in der venezolanischen Hauptstadt Caracas zur Miss Venezuela 2008 gewählt. Sie gewann außerdem die Titel Miss Elegance, Best Body und Best Face.
Am 23. August 2009 wurde sie in Nassau auf den Bahamas als Nachfolgerin ihrer Landsfrau Dayana Mendoza zur Miss Universe 2009 gekürt. Zum ersten Mal in der Geschichte des Wettbewerbs stellt damit ein Land zwei Gewinnerinnen hintereinander.